# Tell Tamer
Pour les articles homonymes, voir Tell, Tall et Tamer.
 (février 2021).
La mise en forme du texte ne suit pas les recommandations de Wikipédia : il faut le « wikifier ».
Les points d'amélioration suivants sont les cas les plus fréquents. Le détail des points à revoir est peut-être précisé sur la page de discussion.
- Les titres sont pré-formatés par le logiciel. Ils ne sont ni en capitales, ni en gras.
- Le texte ne doit pas être écrit en capitales (les noms de famille non plus), ni en gras, ni en italique, ni en « petit »…
- Le gras n'est utilisé que pour surligner le titre de l'article dans l'introduction, une seule fois.
- L'italique est rarement utilisé : mots en langue étrangère, titres d'œuvres, noms de bateaux, etc.
- Les citations ne sont pas en italique mais en corps de texte normal. Elles sont entourées par des guillemets français : « et ».
- Les listes à puces sont à éviter, des paragraphes rédigés étant largement préférés. Les tableaux sont à réserver à la présentation de données structurées (résultats, etc.).
- Les appels de note de bas de page (petits chiffres en exposant, introduits par l'outil «  Source ») sont à placer entre la fin de phrase et le point final[comme ça].
- Les liens internes (vers d'autres articles de Wikipédia) sont à choisir avec parcimonie. Créez des liens vers des articles approfondissant le sujet. Les termes génériques sans rapport avec le sujet sont à éviter, ainsi que les répétitions de liens vers un même terme.
- Les liens externes sont à placer uniquement dans une section « Liens externes », à la fin de l'article. Ces liens sont à choisir avec parcimonie suivant les règles définies. Si un lien sert de source à l'article, son insertion dans le texte est à faire par les notes de bas de page.
- La présentation des références doit suivre les conventions bibliographiques. Il est recommandé d'utiliser les modèles {{Ouvrage}}, {{Chapitre}}, {{Article}}, {{Lien web}} et/ou {{Bibliographie}}. Le mode d'édition visuel peut mettre en forme automatiquement les références.
- Insérer une infobox (cadre d'informations à droite) n'est pas obligatoire pour parachever la mise en page.

Pour une aide détaillée, merci de consulter Aide:Wikification.
Si vous pensez que ces points ont été résolus, vous pouvez retirer ce bandeau et améliorer la mise en forme d'un autre article.
Tell Tamer (en arabe : تل تمر, en kurde : Girê Xurma ou Til Temir, et en syriaque : ܬܠ ܬܡܪ,), est une petite ville du nord-est de la Syrie, proche de la frontière avec la Turquie.
La localité est le centre administratif du sous-district du même nom (comprenant 13 localités), et est située dans le district ainsi que dans le gouvernorat de Hassaké, comptant 7 285 habitants en 2004.

## Localisation
La ville est située dans la vallée du Khabur en Haute Mésopotamie, à l'est de la rivière Khabur, et le paysage monte à environ 3km à l'est vers le plateau de basalte volcanique d'Ard al Shaykh.
Tell Tamer se trouve directement sur la route qui relie les villes de Ras al-Aïn (à 35km au nord-ouest) et de la capitale provinciale de Hassaké (à 40km au sud-est). L'intersection avec l'autoroute M4 (Alep-Mossoul) et la traversée de la rivière font de Tell Tamer une plaque tournante du transport dans la région.

## Toponymie
Le nom de la ville, « Tell Tamer », est dérivé du mot arabe et araméen "tell/tella", qui signifie "colline", tandis que "tamer/tamra" signifie la "datte". Le nom de la ville signifie donc la « Colline de dattes ».

## Histoire

### Années 1930
La ville est fondée par des Assyriens de la tribu de Tyari à la fin des années 1930, (ayant fui l'Irak après le massacre de Simelé pour partir s'installer en Syrie, alors contrôlée par les Français), mais est aujourd'hui majoritairement peuplée par des populations kurdes et arabes (les Assyriens restant néanmoins environ 20% de la population).

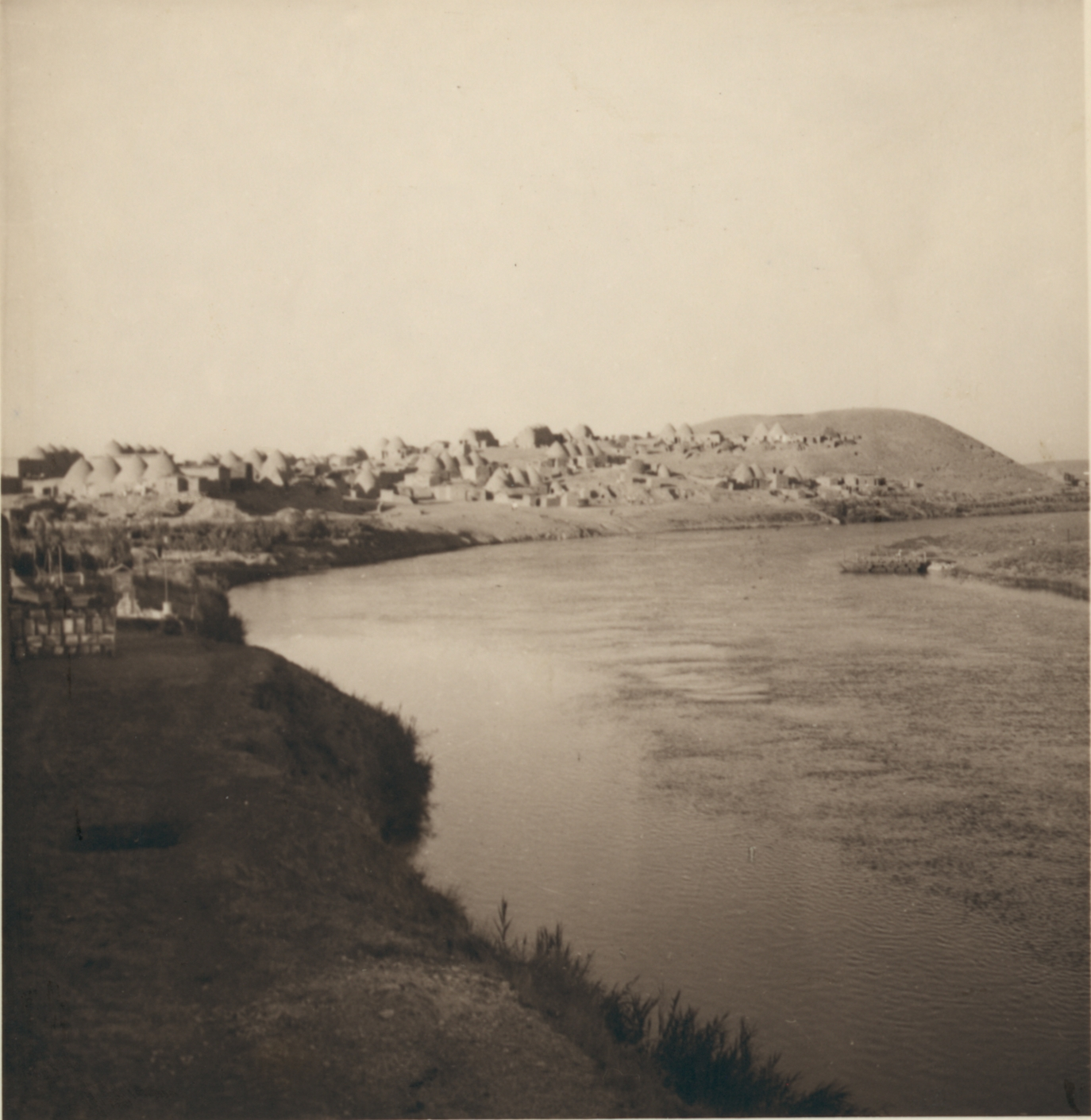
Tal Tamer (1939)
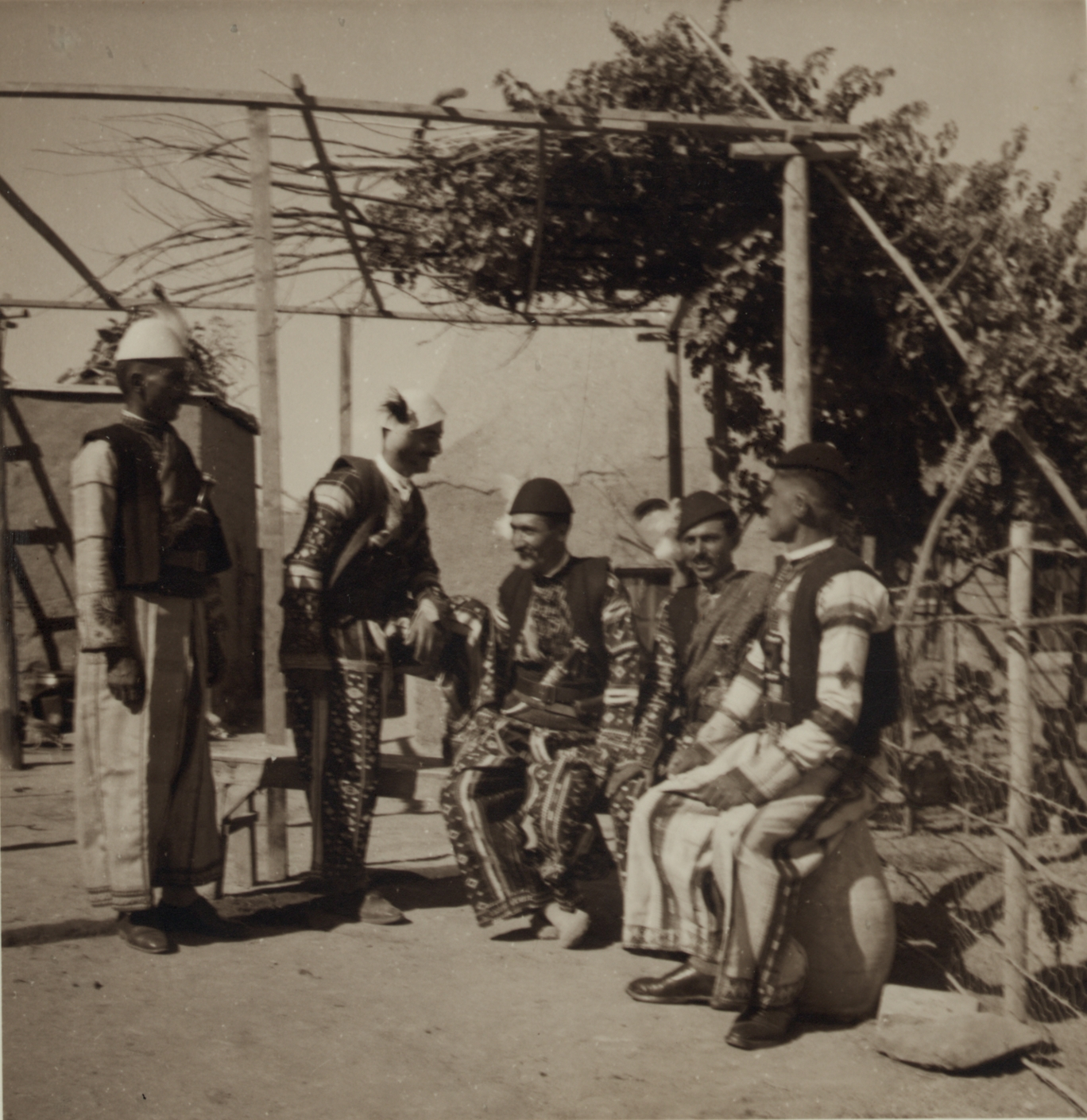
Homme assyrien à Tal Tamer (1939)
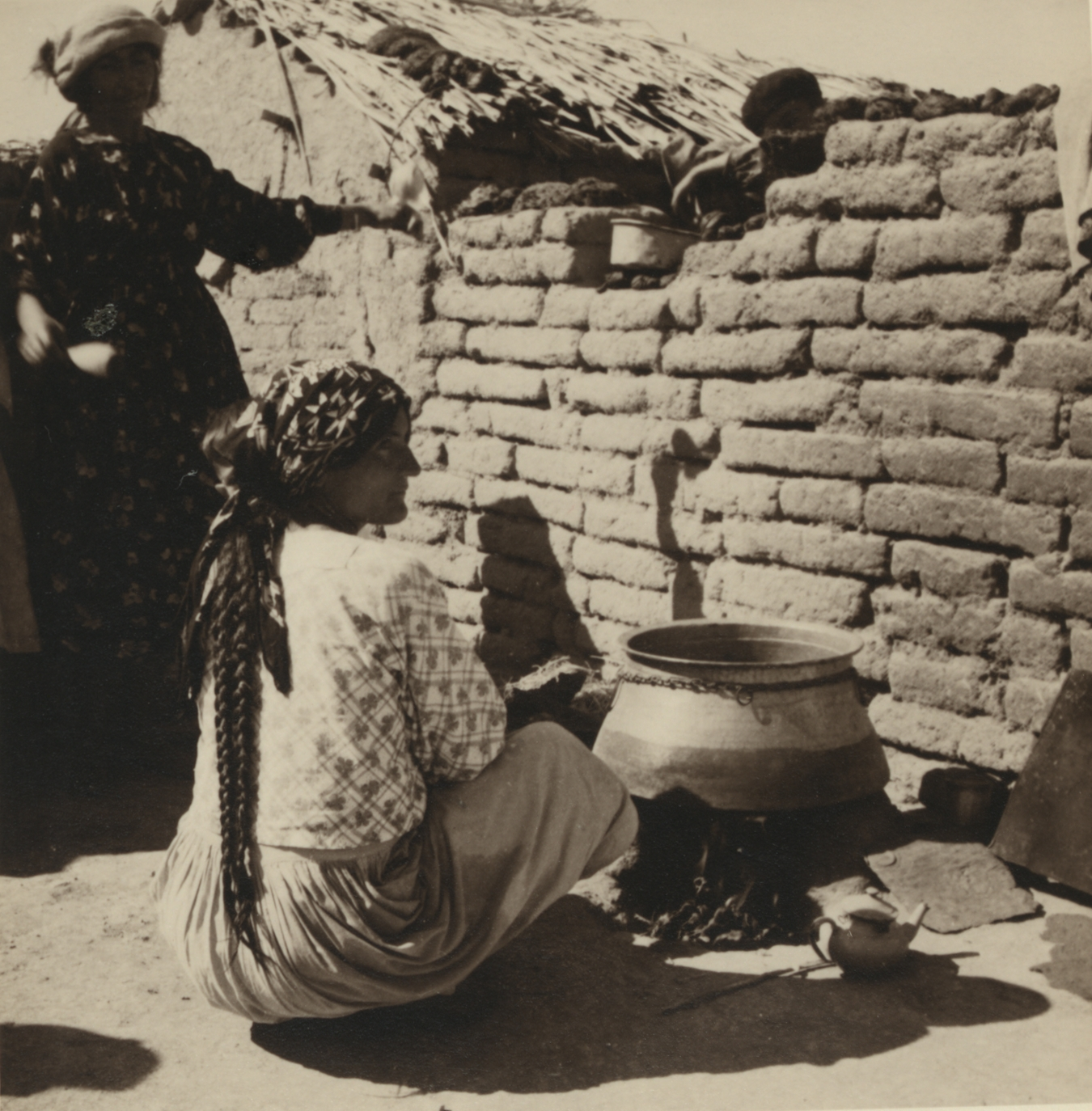
Femme assyrienne cuisinant (1939)
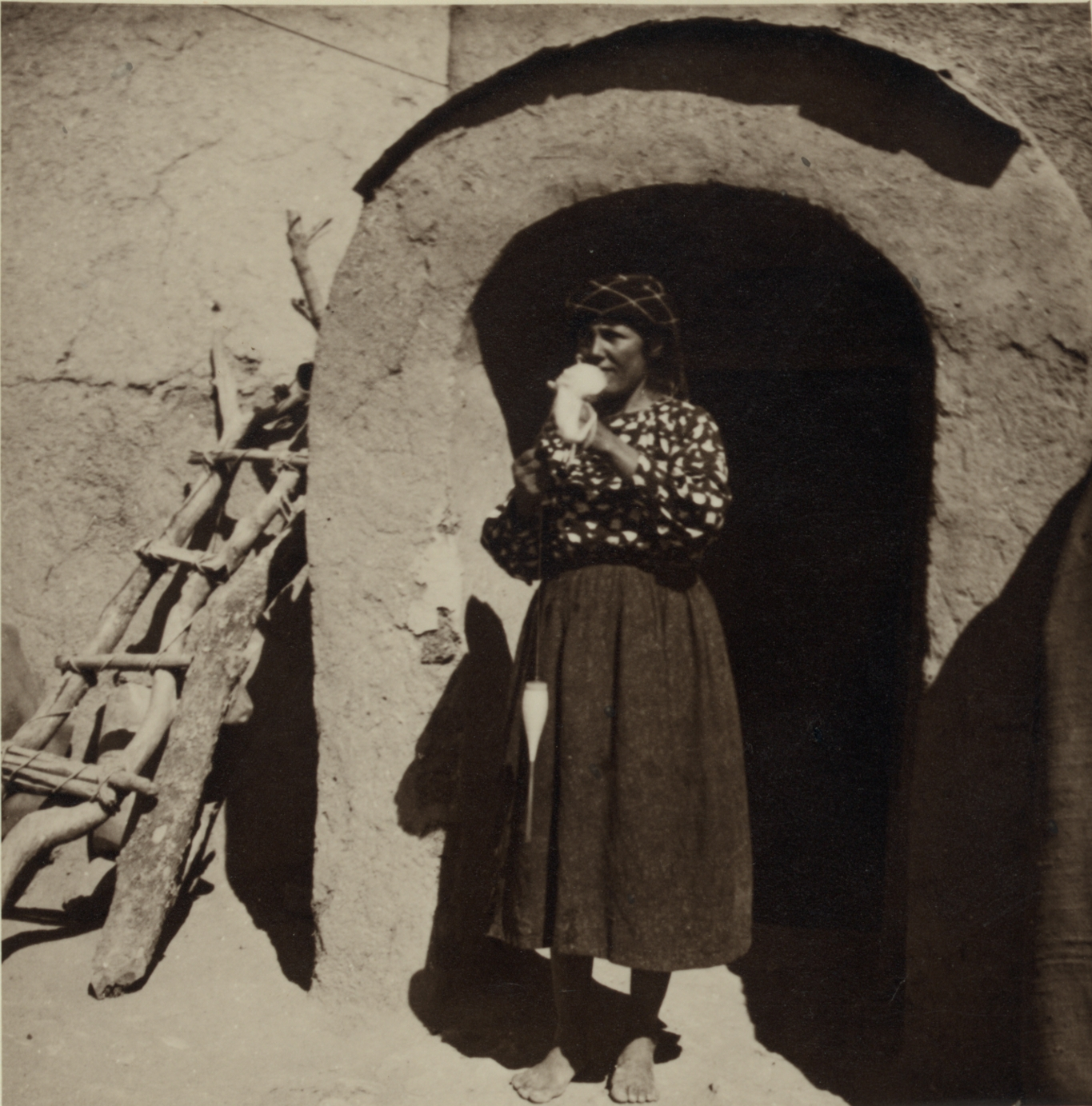
Femme assyrienne filant la laine (1939)
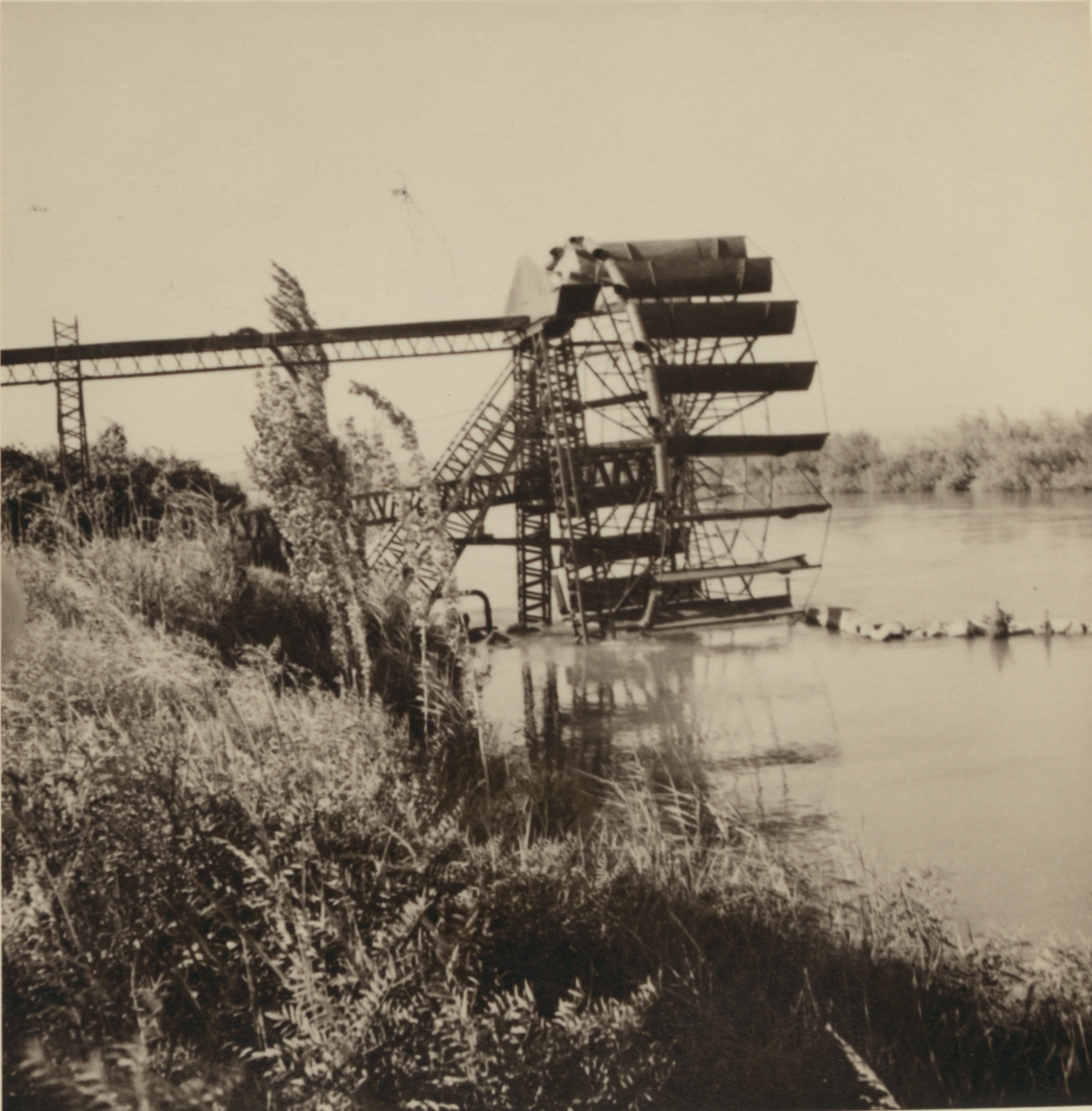
Moulin à eau de Tal Tamer (1939)

### Guerre civile syrienne
Un exode de la population assyrienne de la ville commence à partir de novembre 2012, lorsque l'Armée syrienne libre (ASL) menace d'envahir la ville. L'exode se poursuit ensuite lorsque l'État islamique (EI) prend le contrôle des routes voisines juste à l'extérieur de la ville.
En octobre 2013, quatre Assyriens sont arrêtés et kidnappés alors qu'ils étaient en voiture par l'EI.
En mai 2014, après l'attaque d'un village assyrien voisin par l'EI, selon l'Agence de presse internationale syriaque, les Assyriens de la ville appellent finalement les soldats kurdes des Unités de protection du peuple (YPG) pour les aider à les protéger.

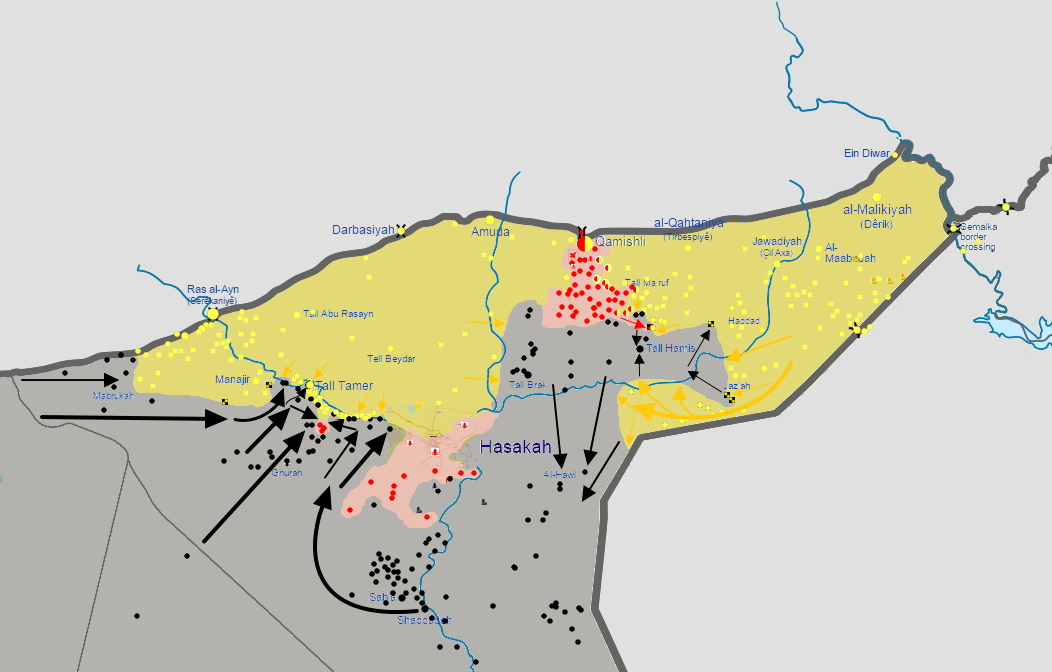
Offensive sur Hassaké, 24 février 2015

Après la prise de la ville de Raqqa par l'EI, certains Assyriens de la ville ainsi que d'Al-Thawrah fuient vers Tell Tamer, tandis que 500 familles assyriennes quittent la ville à la même période (beaucoup d'entre eux émigrent vers les États-Unis, l'Europe ou le Canada).
En février 2015, la ville est attaquée et prise par les miliciens de l'EI, qui kidnappent environ 90 assyriens de la ville. Durant la bataille de Tall Hamis, plusieurs milliers d'habitants fuient la ville pour aller se réfugier vers Hassaké.
Le 23 février 2015, l'EI kidnappe environ 220 Assyriens des villages environnants, le nombre montant à 350 le 26 février. Le 1er mars, 19 prisonniers sont relâchés, puis 5 à nouveau le 24 mars.
Le 11 décembre 2015, trois camions piégés explosent, tuant 60 personnes et en blessant 120 autres.
Le 14 octobre 2019, l'armée arabe syrienne entre dans la ville après un accord avec les Forces démocratiques syriennes.

## Population et société

### Démographie
Les premiers habitants sont des assyriens de la tribu de Tyari, venus du Hakkiari. À la fin des années 1960, les assyriens constituent encore la quasi-totalité de la population de la ville. La majorité de la population moderne de la ville est composée d'Arabes et de Kurdes, tandis que les assyriens locaux ne représentaient plus que 20% de la ville dans les années 1990.
| \| Année \| Habitants \| \| ----- \| --------- \| \| 1936 \| 1 244 \| \| 1960 \| 1 250 \| \| 1981 \| 2 994 \| \| 1993 \| 5 030 \| \| 1994 \| 5 216 \| \| 1995 \| 5 405 \| \| 2004 \| 7 285 \| |           |
| Année | Habitants |
| 1936 | 1 244     |
| 1960 | 1 250     |
| 1981 | 2 994     |
| 1993 | 5 030     |
| 1994 | 5 216     |
| 1995 | 5 405     |
| 2004 | 7 285     |

### Religion
L' « Église Notre-Dame » (appartenant à l'Église apostolique assyrienne de l'Orient), située dans la vieille ville près de l'actuelle Tell (colline), sert de centre pour la communauté assyrienne. Au début des années 1980, l'église d'origine construite en briques de boue dans les années 1930 a été démolie et remplacée par un nouveau bâtiment de style italianisant.
Une grande mosquée en briques au dôme vert construite dans les années 1970 dessert la communauté sunnite en pleine croissance juste au sud du centre-ville.

## Personnalités liées à la ville
- Ivana Hoffmann (1995-2015), communiste féministe afro-allemande, est morte à Tell Tamer.
- Juliana Jendo, chanteuse assyrienne.
- Adwar Mousa, chanteur assyrien.
- Omar Souleyman, chanteur kurde.